# Dalmation Knoll
Der Dalmation Knoll ist ein Hügel im ostantarktischen Königin-Maud-Land. In der Sverdrupfjella ragt er in den Joungane auf.
Südafrikanische Wissenschaftler benannten ihn 1993. Der weitere Benennungshintergrund ist nicht überliefert.